# Woodie Flowers
Pour les articles homonymes, voir Flowers.
Woodie Claude Flowers (né le 18 novembre 1943 à Jena (Louisiane) et mort le 11 octobre 2019) est un professeur d'ingénierie mécanique américain au MIT (Massachusetts Institute of Technology). Ses secteurs de spécialité sont l'étude et le développement de produit.

## Biographie
Diplômé de l'université polytechnique de la Louisiane en 1966 et du MIT entre 1968 et 1972, Woodie Flowers a ensuite été professeur auxiliaire au MIT en 1972 puis professeur à partir de 1988.
Il a été le cofondateur et conseiller national à la FIRST (compétition de robotique) depuis son commencement en 1992. Tous les ans, un prix the Woodie Flowers Award est remis (Woodie Flowers fut le premier récipiendaire de cette récompense, qui a commencé en 1996).